# FBK Kaunas
Maillots
Le FBK Kaunas est un club lituanien de football basé à Kaunas.

## Historique
- 1960 : fondation du club sous le nom de Banga Kaunas
- 1990 : le club est renommé FBK Kaunas
- 1991 : 1re participation au championnat de 1re division
- 1999 : le club est renommé FK Zalgiris Kaunas
- 1999 : 1re participation à une Coupe d'Europe (C3, saison 1999/2000)
- 2000 : le club est renommé FBK Kaunas
- 2011 : le club est relégué tant administrativement que sportivement, à la suite du retrait financier de l'actionnaire principal Vladimir Romanov.
- 2012 : dissolution du club.

## Bilan sportif

### Palmarès
- Championnat de Lituanie (8)
  - Champion : 1999, 2000, 2001, 2002, 2003, 2004, 2006, 2007
  - Vice-champion : 2008

- Coupe de Lituanie (4)
  - Vainqueur : 2002, 2004, 2005, 2008
  - Finaliste : 1998, 1999

- Supercoupe de Lituanie (3)
  - Vainqueur : 2002, 2004, 2006
  - Finaliste : 2003, 2005

- Ligue balte (1)
  - Vainqueur : 2008

- Coupe de la CEI
  - Finaliste : 2006

### Bilan européen
Légende
- Victoire ou qualification pour le tour suivant
- Match nul
- Défaite ou élimination de la compétition

Note : dans les résultats ci-dessous, le score du club est toujours donné en premier
| Saison    | Compétition         | Tour              | Club                 | Domicile | Extérieur | Total     |
| --------- | ------------------- | ----------------- | -------------------- | -------- | --------- | --------- |
| 1996      | Coupe Intertoto     | Groupe 5          | Lillestrøm SK        | 1 - 4    | N/A       | Quatrième |
| 1996      | Coupe Intertoto     | Groupe 5          | FC Nantes            | N/A      | 1 - 3     | Quatrième |
| 1996      | Coupe Intertoto     | Groupe 5          | Sligo Rovers         | 1 - 0    | N/A       | Quatrième |
| 1996      | Coupe Intertoto     | Groupe 5          | SC Heerenveen        | N/A      | 1 - 3     | Quatrième |
| 1997      | Coupe Intertoto     | Groupe 6          | Samsunspor           | 0 - 1    | N/A       | Troisième |
| 1997      | Coupe Intertoto     | Groupe 6          | Leiftur Ólafsfjörður | N/A      | 3 - 2     | Troisième |
| 1997      | Coupe Intertoto     | Groupe 6          | Hambourg SV          | 1 - 2    | N/A       | Troisième |
| 1997      | Coupe Intertoto     | Groupe 6          | OB Odense            | N/A      | 2 - 2     | Troisième |
| 1999-2000 | Coupe UEFA          | Tour préliminaire | Maccabi Tel-Aviv     | 2 - 1    | 1 - 3     | 3 - 4     |
| 2000-2001 | Ligue des champions | Premier tour Q    | NK Brotnjo           | 4 - 0    | 0 - 3     | 4 - 3     |
| 2000-2001 | Ligue des champions | Deuxième tour Q   | Rangers FC           | 0 - 0    | 1 - 4     | 1 - 4     |
| 2001-2002 | Ligue des champions | Premier tour Q    | Sloga Jugomagnat     | 1 - 1    | 0 - 0     | 1 - 1E    |
| 2002-2003 | Ligue des champions | Premier tour Q    | Dinamo Tirana        | 2 - 3    | 0 - 0     | 2 - 3     |
| 2003-2004 | Ligue des champions | Premier tour Q    | HB Tórshavn          | 4 - 1    | 1 - 0     | 5 - 1     |
| 2003-2004 | Ligue des champions | Deuxième tour Q   | Celtic FC            | 0 - 4    | 0 - 1     | 0 - 5     |
| 2004-2005 | Ligue des champions | Premier tour Q    | Sliema Wanderers     | 4 - 1    | 2 - 0     | 6 - 1     |
| 2004-2005 | Ligue des champions | Deuxième tour Q   | Djurgårdens IF       | 0 - 2    | 0 - 0     | 0 - 2     |
| 2005-2006 | Ligue des champions | Premier tour Q    | HB Tórshavn          | 4 - 0    | 4 - 2     | 8 - 2     |
| 2005-2006 | Ligue des champions | Deuxième tour Q   | Liverpool FC         | 0 - 4    | 0 - 1     | 0 - 5     |
| 2006-2007 | Ligue des champions | Premier tour Q    | Portadown FC         | 1 - 0    | 3 - 1     | 4 - 1     |
| 2006-2007 | Ligue des champions | Deuxième tour Q   | Randers FC           | 1 - 0    | 1 - 3     | 2 - 3     |
| 2007-2008 | Ligue des champions | Premier tour Q    | Zeta Golubovci       | 3 - 2    | 1 - 3     | 4 - 5     |
| 2008-2009 | Ligue des champions | Premier tour Q    | FC Santa Coloma      | 3 - 1    | 4 - 1     | 7 - 2     |
| 2008-2009 | Ligue des champions | Deuxième tour Q   | Rangers FC           | 2 - 1    | 0 - 0     | 2 - 1     |
| 2008-2009 | Ligue des champions | Troisième tour Q  | Aalborg BK           | 0 - 2    | 0 - 2     | 0 - 4     |
| 2008-2009 | Coupe UEFA          | Premier tour      | Sampdoria de Gênes   | 1 - 2    | 0 - 5     | 1 - 7     |
| 2009-2010 | Ligue Europa        | Deuxième tour Q   | FK Sevojno           | 1 - 1    | 0 - 0     | 1 - 1E    |

## Entraîneurs
- Povilas Grigonis (1986)
- Algirdas Gruzdas (1989)
- Šenderis Giršovičius (1995–1996)
- Šenderis Giršovičius (1998–2000)
- Sergueï Borovski (juillet 2003- avril 2004)
- Šenderis Giršovičius (avril 2004-septembre 2004)
- Valdas Ivanauskas (septembre 2004-avril 2005)
- Eugenijus Riabovas (en) (avril 2005-mai 2005)
- Aleksandr Piskariov (mai 2005-juillet 2005)
- Igoris Pankratjevas (en) (juillet 2005-novembre 2005)
- Eduard Malofeev (décembre 2005-juin 2006)
- Eugenijus Riabovas (en) (juin 2006-février 2007)
- Vladimir Kournev (en) (février 2007-avril 2007)
- Angel Chervenkov (en) (avril 2007-juin 2007)
- Artūras Ramoška (juin 2007-septembre 2007)
- Andreï Zygmantovitch (septembre 2007-juillet 2008)
- José Couceiro (juillet 2008-octobre 2008)
- Andreï Zygmantovitch (novembre 2008-décembre 2008)
- Eugenijus Riabovas (en) (décembre 2008-avril 2009)
- Saulius Vertelis (avril 2009-septembre 2010)
- Darius Gvildys (en) (septembre 2010-mars 2011)
- Eugenijus Riabovas (en) (mars 2011-février 2012)